# Флайбано
Флайбано (итал. Flaibano) —  коммуна в Италии, располагается в регионе Фриули-Венеция-Джулия, в провинции Удине.
Население составляет 1193 человека (2008 г.), плотность населения составляет 70 чел./км². Занимает площадь 17 км². Почтовый индекс — 33030. Телефонный код — 0432.
Покровительницей коммуны почитается святая Филомена, празднование 13 августа. В коммуне 25 марта особо празднуется Благовещение Пресвятой Богородицы.

## Демография
Динамика населения:

## Администрация коммуны
- Официальный сайт: http://www.comune.flaibano.ud.it/